# Francesco Gabbani
Francesco Gabbani (Carrara, Toscana, 9 de setembre de 1982) és un cantautor i multi-instrumentista italià.
Va saltar a la fama a nivell nacional després de guanyar la secció de "noves propostes" del Festival de la cançó de Sanremo l'any 2016 amb la cançó Amen. L'any 2017, va guanyar la secció general del mateix festival amb el tema Occidentali's Karma, amb el qual va representar el seu país al Festival d'Eurovisió de 2017. Va quedar en sisena posició i va guanyar notorietat a nivell internacional.

## Discografia
- Greitist Iz (2014)
- Eternamente ora ("Eternament ara" - 2016)
- Magellano (versió italiana del nom de Magallanes - 2017)
- Viceversa (2020)
- Volevamo solo essere felici (2022)
- Dalla tua parte (2025)